# Минералкортикоид
Минералокортикоиди (или минералокортикостероиди) е общото събирателно название на подгрупа кортикостероидни хормони на надбъбречната жлеза и синтетичните им аналози.
Естествените минералокортикоиди – алдостерон и дезоксикортикостерон, практически не проявяват глюкокортикоидна активност. При човека, алдостеронът е основния, физиологически най-важния и най-активния минералокортикоид. Но това не важи при всички видове животни – при някои видове ролята на основен минералокортикоид играе дезоксикортикостерона.
Синтетичният аналог на минералокортикоидните хормони – флудрокортизона, за разлика от естествените, проявява силна глюкокортикоидна активност.